# Ашибецу
Ашибецу (јап. 芦別市) град је у Јапану у префектури Хокаидо и субпрефектури Сорачи. Према попису становништва из 2016. у граду је живело 14.260 становника.

## Становништво
Према подацима са пописа, у граду је 2016. године живело 14.260 становника.

## Име
Постоје две теорије о пореклу имена града Ашибецу и обе су везане за река Ашибецу, која протиче кроз град. Прва да значи "река која полази кроз жбун", а по другој "река која стоји".